# Bachs

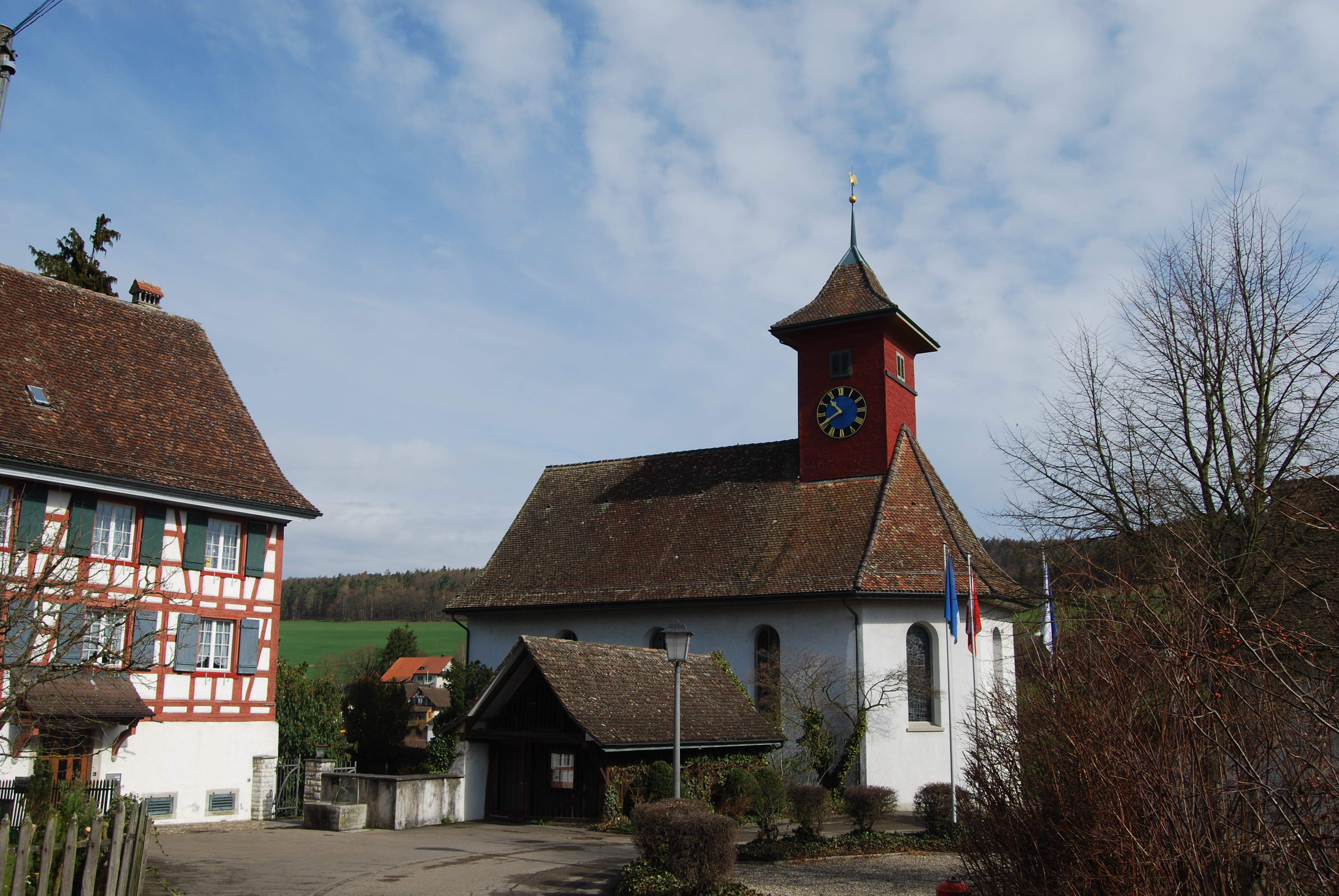
Kirche von Bachs

Bachs ist eine politische Gemeinde im Bezirk Dielsdorf des Kantons Zürich in der Schweiz.

## Wappen und Fahne
Blasonierung:
Schräggeteilt von Silber und Blau, in Silber ein achtstrahliger blauer Stern
Als Bachs 1714 – damals zur Landvogtei Regensberg gehörend – eine neue Kirche erhielt, wurde in dieser der Zürcher Schild angebracht, der durch einen facettierten Stern, als Zeichen für die Gemeinde Bachs, ergänzt wurde. Als es darum ging, ein amtliches Wappen und Fahne festzulegen, wählte man anstelle eines facettierten Sterns einen einfachen blauen Stern. Im März 1931 wurde das bereinigte Wappen und der Fahne vom Gemeinderat angenommen.

## Geographie
Bachs liegt im Bachsertal, welches vom Fisibach durchflossen wird. Nordöstlich des Dorfs liegt der Stadlerberg (637 m ü. M.), südwestlich davon die Egg (671 m ü. M.). Die Gemeinde grenzt an die aargauischen Gemeinden Fisibach sowie auf wenigen Metern an Siglistorf und an die zürcherischen Gemeinden Weiach, Stadel, Neerach, Steinmaur, Schöfflisdorf und Oberweningen.

## Bevölkerung
| Jahr      | 1467 | 1634 | 1836 | 1850 | 1900 | 1950 | 2000 | 2005 | 2010 | 2015 | 2020 | 2022 |
| --------- | ---- | ---- | ---- | ---- | ---- | ---- | ---- | ---- | ---- | ---- | ---- | ---- |
| Einwohner | 36   | 391  | 596  | 617  | 533  | 433  | 570  | 561  | 573  | 585  | 615  | 639  |

## Politik
Gemeindepräsident ist seit dem 1. Juli 2022 Etienne Linggi (parteilos, Stand November 2023).
Bei der Nationalratswahl 2019 erreichten die Parteien folgende Wähleranteile: SVP 54,59 %, Grüne 14,51 %, SP 9,18 %, glp 7,63 %, EDU 5,70 %, FDP 3,68 %, BDP 1,61 %, EVP 1,36 %, CVP 1,08 % und andere (8) 0,66 %.
Die Wähleranteile bei der Nationalratswahl 2023: SVP 53,45 % (−1,14 %), SP 12,60 % (+3,43 %), glp 9,87 % (+2,24 %), Grüne 7,31 % (−7,20 %), Die Mitte 4,17 % (+1,48 %), FDP 3,99 % (+0,31 %), EVP 3,87 % (+2,51 %), EDU 2,95 % (−2,75 %), andere (12) 1,76 %.

## Wirtschaft

### Schutzverordnung
Die vom Zürcher Regierungsrat erlassene umfassende Schutzverordnung beschränkt die Entwicklung der Gemeinde stark.

### Verkehr

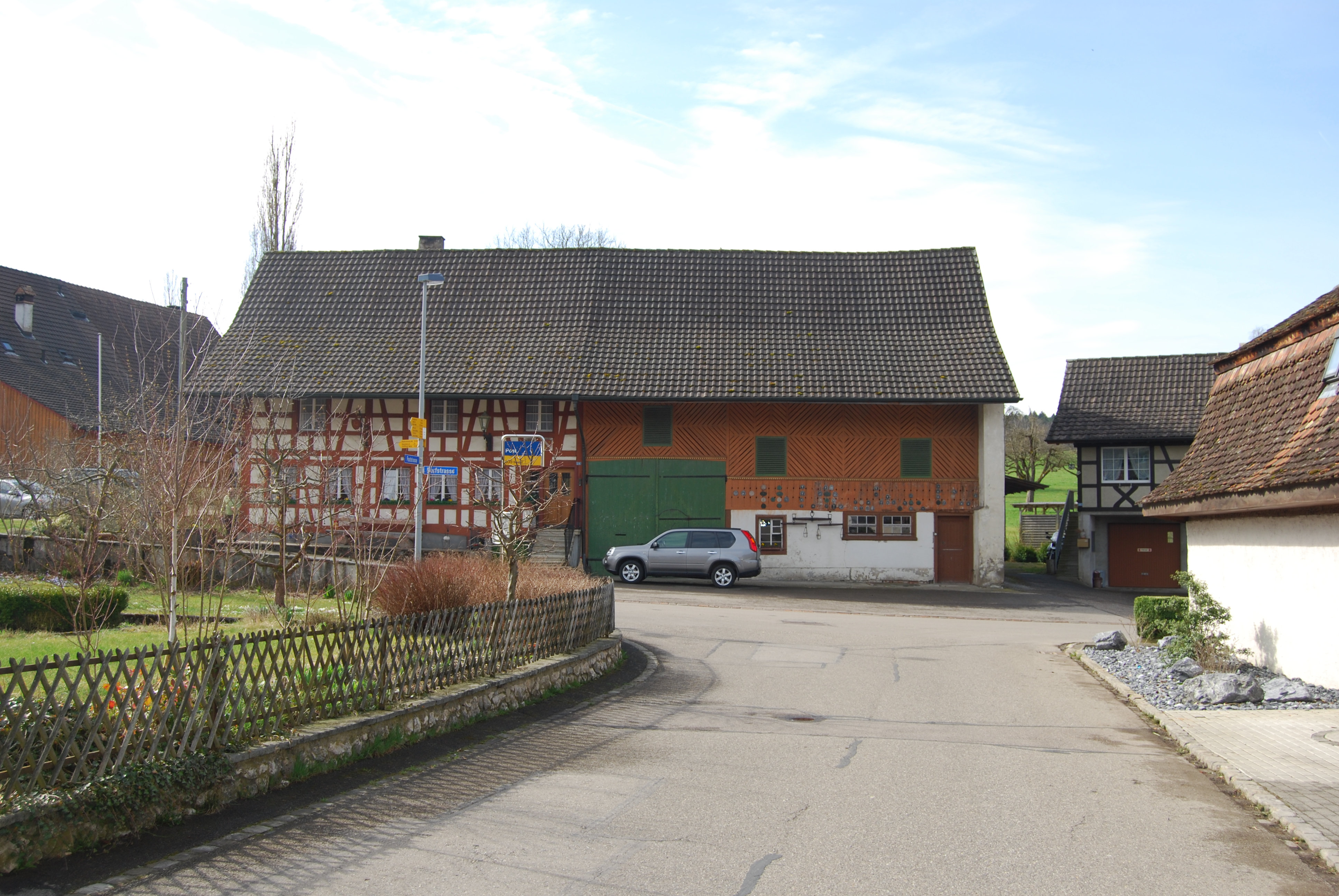
Postautohaltestelle Bachs Post

Historisches Luftbild von Werner Friedli von 1950

Obwohl die Luftdistanz zur Stadt Zürich lediglich 18 km beträgt, ist Bachs bis heute eine sehr ländliche Gemeinde, ruhig und etwas abgelegen. Als einzige Gemeinde des Bezirks Dielsdorf gehört sie (noch) nicht zur Agglomeration Zürich, was auch mit der dürftigen Anbindung an den öffentlichen Verkehr zu tun hat, welche durch eine Postautolinie gewährleistet wird.

## Geschichte
Die früheste Siedlung ist der 1277 erwähnte Hof Hodleten. Die Grundbesitzer, die Grafen von Nimburg, schenkten um 1150 einen Teil des Hofes dem Kloster Allerheiligen in Schaffhausen. Die Grenze zum Aargau bewachten die Burgen Waldhausen und Ruebisberg.
Von den Habsburgern ging Bachs 1409 an Zürich über.
Seit der Brandkatastrophe von 1763 unterscheiden die Bachser Alt- und Neubachs.
Am späten Nachmittag des 7. Dezember 1944 wurden im Eggwald bei Bachs die beiden Spione Walter Laubscher und Hermann Grimm durch ein Erschiessungskommando hingerichtet. Es war die letzte Hinrichtung unter Militärstrafrecht und die letzte Hinrichtung in der Schweiz überhaupt. Der Hinrichtungsort ist seither in der Bevölkerung als «Hitlerplatz» bekannt.
1972 wurde der Zweckverband Abwasserreinigung Fischbach-Glatt gegründet, welcher in Niederglatt eine Kläranlage für die angeschlossenen Gemeinden betreibt.

## Naturschutzgebiet
Der Wald nimmt mit 45,1 % fast die Hälfte der Fläche der Gemeinde ein (Stand 2018). 48,5 % sind Landwirtschafts-, 3,4 % Verkehrs- und 2,8 % Siedlungsfläche. 0,1 % sind Gewässer- und ebenfalls 0,1 % unproduktive Fläche.
Eine kantonale Schutzverordnung schränkt seit einigen Jahrzehnten die landwirtschaftliche Nutzung grosser Teile des Tales ein, was anfänglich für böses Blut sorgte, heute aber mehrheitlich Zustimmung findet. Das Bachsertal ist heute – nicht zuletzt dank dieser Verordnung – eine der letzten intakten Kulturlandschaften des Kantons Zürich.

## Sport
Bachs ist eine Hochburg im Korbball der Frauen. In der höchsten Spielklasse der Schweiz, der Nationalliga A, holte sich das Bachser Team in den Jahren 1979, 1989 und zwischen 2004 und 2007 viermal in Serie den Schweizer Meistertitel.